# Charles Bradlaugh

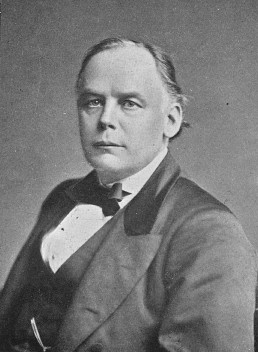
Charles Bradlaugh

Charles Bradlaugh (Hoxton, 26 september 1833 – aldaar, 30 januari 1891) was een Brits politiek activist en een van de beroemdste Engelse atheïsten van de 19e eeuw. In 1866 richtte hij de National Secular Society op. Hij was erelid van de verwante Nederlandse vrijdenkersvereniging De Dageraad.

## Biografie
Bradlaugh was de zoon van een klerk van een advocaat. Hij verliet de school toen hij elf was en werkte daarna als boodschappenjongen voor kantoren en later als klerk bij een kolenhandelaar. Na korte tijd lesgegeven te hebben op een zondagsschool, raakte hij verward door verschillen tussen de 39 artikelen van de Anglicaanse Kerk en de Bijbel. Toen hij zijn bezorgdheid meldde aan de plaatselijke geestelijke, beschuldigde die hem van atheïsme en verwijderde hem uit het onderwijs. Thuis werd hij verstoten uit de familie, waarop Elizabeth Sharples Carlile (de weduwe van Richard Carlile) hem in huis nam. Zij was opgesloten voor het afdrukken van Thomas Paines Age of Reason. Bradlaugh werd voorgesteld aan George Holyoake, die Bradlaugh inspireerde tot zijn eerste openbare les als atheïst. Op zijn 17e publiceerde hij zijn eerste pamflet:  A Few Words on the Christian Creed (Enkele woorden over de christelijke godsdienst). Hij weigerde financiële steun van collega-vrijdenkers en ging in dienst bij de Seventh Dragoon Guards. Hij hoopte te dienen in India en daar rijk te worden. In plaats daarvan werd hij gestationeerd in Dublin (op dat moment onderdeel van het Verenigd Koninkrijk). Hij verliet het leger in 1853.

## Activist en journalist
Tegen deze tijd was Bradlaugh een overtuigd vrijdenker. Hij keerde terug naar Londen in 1853 en schreef pamfletten en artikelen over secularisme onder het pseudoniem "Iconoclast". Geleidelijk aan kwam hij in de aandacht te staan van een aantal liberale en radicale politieke groepen en genootschappen, waaronder de Reform League, de Land Law Reformers en de Secularists. Hij werd voorzitter van de London Secular Society in 1858. In 1860 werd hij redacteur van de seculaire krant National Reformer en in 1866 richtte hij mede de National Secular Society op. Annie Besant werd daar zijn nauwe medewerker. De Reformer werd in 1868 vervolgd door de Britse regering voor godslastering en opruiing. Bradlaugh werd uiteindelijk vrijgesproken van alle aanklachten, maar zowel in de hoven als in de pers bleef het spoken. Een decennium later (1876) besloten Bradlaugh en Besant Amerikaanse Charles Knowltons pamflet dat pleit voor geboortebeperking opnieuw uit te geven, onder de naam The Fruits of Philosophy, or the Private Companion of Young Married People (De vruchten van de filosofie, of de privé aangelegenheid van jonge getrouwde mensen). De vorige uitgever daarvan was daarvoor al vervolgd onder het mom van 'obsceniteiten'. De twee activisten werden allebei aangeklaagd in 1877 en Charles Darwin weigerde te getuigen in hun verdediging. Ze werden veroordeeld tot hoge boetes en zes maanden gevangenisstraf, maar het vonnis werd nietig verklaard in hoger beroep vanwege een technische fout.

## Politiek
Bradlaugh was een militant voorstander van vakbonden, republicanisme in het Verenigd Koninkrijk en vrouwenkiesrecht, maar hij was tegen socialisme. Zijn antisocialisme stichtte verdeeldheid en veel mensen die secularist waren geworden, verlieten de beweging vanwege Bradlaughs identificatie met het liberale individualisme. Hij was voor meer soevereiniteit in deelgebieden van Ierland en steunde Frankrijk tijdens de Frans-Duitse Oorlog. Hij had veel belangstelling voor Brits-Indië.

## House of Parliament

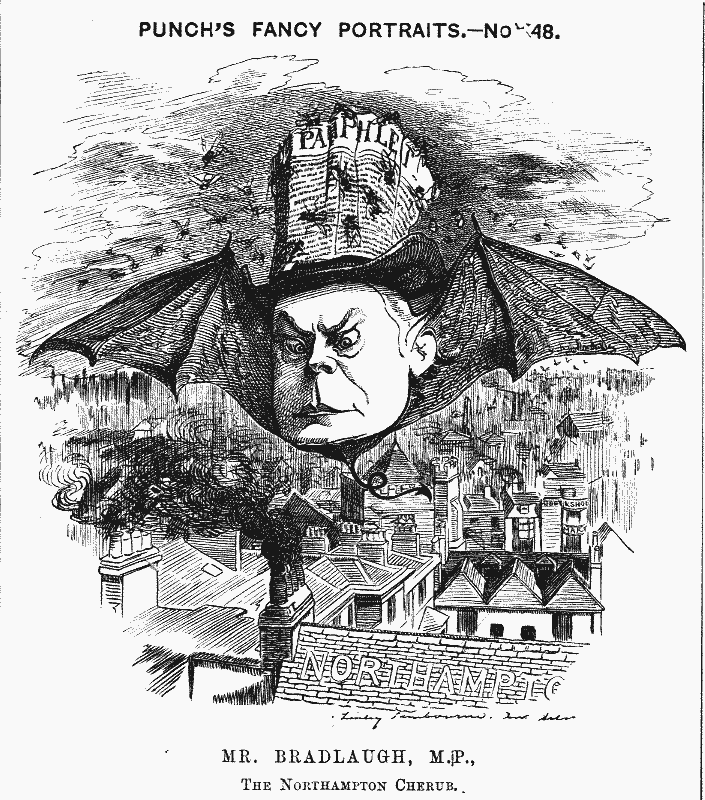
Karikatuur uit Punch, 1881 – "Mr. Bradlaugh, M.P., The Northampton Cherub"

In 1880 werd Bradlaugh verkozen tot parlementslid voor Northampton en claimde hij het recht te hebben te getuigen, in plaats van op de Bijbel te zweren. Dit werd geweigerd waarop hij aanbood om de eed 'voor de vorm' af te leggen. Dit voorstel werd ook geweigerd door de plenaire vergadering. Omdat een parlementslid de eed af moet leggen voor hij recht heeft op zijn zetel in het parlement, deed hij er zo effectief afstand van. Hij probeerde zijn plaats toch in te nemen, werd gearresteerd en vervolgens kort opgesloten in de Big Ben, van het Palace of Westminster. Zijn zetel kwam vrij en er werd een herverkiezing voor uitgeschreven. Bradlaugh werd vier keer op rij herkozen door Northampton terwijl de rel voortduurde. Bradlaugh werd gesteund door William Ewart Gladstone, George Bernard Shaw en John Stuart Mill, alsmede door honderdduizenden mensen die een publieke petitie ondertekenden. De conservatieve partij, de aartsbisschop van Canterbury en andere leidende figuren van de Anglicaanse en Rooms-Katholieke Kerk vochten tegen hem.
Het kwam ten minste eenmaal voor dat Bradlaugh het Parlement uit werd begeleid door politieagenten. Hij nam zijn zetel in 1883 in en kreeg drie keer een boete van £1500 voor illegaal stemmen. Een motie om zijn zetel te bevestigen, werd verworpen door het parlement.
In 1886 mocht Bradlaugh dan toch de eed afleggen, wat hij deed met het risico te worden vervolgd wegens overtreding van de Parliamentary Oaths Act. Twee jaar later sleepte hij een nieuwe Oaths Act door de Kamer, die getuigenis vastlegde als recht voor leden van beide Kamers, evenzogoed als dat recht werd vastgelegd in de wet voor getuigen in civiele en strafrechtelijke rechtszaken. Tot dan toe was dat onvoldoende geregeld.

## Overlijden
Bradlaughs begrafenis in 1891 werd bijgewoond door 3000 rouwenden, waaronder Mahatma Gandhi. Hij is begraven op de Brookwood Cemetery. Er staat een standbeeld van en voor Bradlaugh op een verkeerseiland op Abington Square (Northampton). Met zijn rechterwijsvinger wijst hij beschuldigend naar het westen, het centrum van Northampton. Van tijd tot tijd wordt deze vinger vernield. Bradlaugh wordt jaarlijks herdacht op zijn verjaardag.
Bradlaugh had een jong gestorven zoon, Charles (1859-1870), en twee dochters, Alice en Hypatia, die beiden bijdragen leverden aan zijn krant National Reformer. Zijn oudste dochter Alice (1856-1888) overleed op 32-jarige leeftijd aan tyfus of meningitis. Hypatia Bradlaugh Bonner hield zijn nagedachtenis levend.